# SOAP
SOAP (Simple Object Access Protocol o Protocol Simple d'Accés a Objectes) és un protocol de comunicació dissenyat per intercanviar missatges en format XML en una xarxa d'ordinadors, normalment sobre el protocol HTTP. Habitualment s'utilitza per accedir a Serveis web.
Està pensat per facilitar la comunicació entre aplicacions, independentment de la plataforma on s'executin i del llenguatge de programació en què estiguin implementades. És senzill i fàcilment extensible.

## Exemples

Format de missatge SOAP

A continuació mostrem un exemple de missatge SOAP. Imaginem que tenim un servei web que ens facilita la informació d'un llibre només passant-li el seu codi ISBN.
```
 <soap:Envelope xmlns:soap="http://schemas.xmlsoap.org/soap/envelope/">
 <soap:Body>
 <getInfoLlibre xmlns="http://llibres.exemple.com/ws">
 <codiISBN>8493376299</codiISBN>
 </getInfoLlibre>
 </soap:Body>
 </soap:Envelope>
```

Aquesta seria un possible missatge de resposta del servei web:
```
 <soap:Envelope xmlns:soap="http://schemas.xmlsoap.org/soap/envelope/">
 <soap:Body>
 <getInfoLlibreResponse xmlns="http://llibres.exemple.com/ws">
 <getInfoLlibreResult>
 <titol>L'aeroplà del Raval</titol>
 <autora>[[Tina Vallès]]</autora>
 <editorial>laBreu edicions</editorial>
 </getInfoLlibreResult>
 </getInforLlibreResponse>
 </soap:Body>
 </soap:Envelope>
```

SOAP té diferents tipus de missatges, però els que més es fan servir són els que segueixen el patró de crida remota a aplicacions (RPC - Remote Procedure Call) a on el client fa una petició (un request) al servidor i aquest respon immediatament amb un missatge response que conté la resposta a la petició del client. Podem observar que SOAP és una evolució del protocol de comunicació XML-RPC.